# Söderspexet
SöderSpexet är ett kårspex av studentkåren SöderS som bildades våren 2003 på Södertörns högskola. Det är ett av Sveriges yngsta spex.

## Historik
- 2003 - Tjogun eller Min toyota är fantastisk (manus lånat av Krischanstaspääxet i Lund)
- 2004 - De Olympiska spelen eller Sagan om ringarna
- 2005 - Café Einstein eller Massor av mustascher
- 2006 - Brandskattningen i Visby eller Ingen rauk utan eld
- 2007 - Capone eller Alice i den undre världen (5-årsjubileum)
- 2008 - Columbus eller En Indirekt upptäckt
- 2009 - Elizabeth I eller Vem vill ha en Bloody Mary?
- 2010 - Wienkongressen eller Wie are the World
- 2011 - Kriget om Vietnam eller Hair i djungeln
- 2012 - Mordet på Flemingsbergsexpressen eller En expressorientering i mord" - Premiär 8 maj 2012, sedan föreställningar 9:e, 10:e samt 12 maj. (10-årsjubileum)
- 2013 - Mona Lisa eller Konsten att le
- 2014 - Vladimir eller Till toppen av Tippen (13-17 maj)[1]
- 2015 - Ingen föreställning detta år.[2]